# Decima Flottiglia MAS
Die Decima Flottiglia MAS (deutsch Zehnte MAS-Flottille; zunächst offiziell 10ª Flottiglia MAS, später Xª Flottiglia MAS, kurz 10ª MAS oder Xª MAS) war eine Spezialeinheit der italienischen Marine im Zweiten Weltkrieg.
Die Abkürzung MAS stand in der Marine in der Regel für Motoscafo Armato Silurante, einen mit Torpedos ausgerüsteten Motorboottyp, der bei verschiedenen MAS-Flottillen eingesetzt wurde. Bei 10ª Flottiglia MAS handelte es sich jedoch um einen Decknamen, da die Einheit in erster Linie mit Sprengbooten und bemannten Torpedos ausgerüstet war. In diesem Fall stand MAS auch für mezzi d’assalto oder Kleinkampfmittel.
In den ersten Kriegsmonaten verzeichnete die Decima MAS im Mittelmeer bei verschiedenen erfolglosen Einsätzen Verluste. Im weiteren Verlauf gelang es ihr bis September 1943, fünf Kriegsschiffe und 20 andere Schiffe außer Gefecht zu setzen. Bedeutend war insbesondere der Angriff auf Alexandria in der Nacht vom 18. auf den 19. Dezember 1941, dem unter anderem zwei britische Schlachtschiffe zum Opfer fielen. Weitere Erfolge erzielte eine kleinere, aus der Decima MAS entstandene Spezialeinheit im Schwarzen Meer.
Nach dem Waffenstillstand von Cassibile und der folgenden Besetzung Italiens durch deutsche Truppen kam es im September 1943 zu einer traumatischen Spaltung der Flottille. In der unter deutschem Schutz stehenden Italienischen Sozialrepublik kämpfte ein als Xª Flottiglia MAS bezeichneter Großverband unter Junio Valerio Borghese bis Kriegsende an der Seite der Wehrmacht weiter. Etliche Soldaten der ursprünglichen Decima MAS, auch Kriegsgefangene, entschieden sich hingegen, auf Seiten der Alliierten am Italienfeldzug teilzunehmen. Sie bildeten eine Spezialeinheit mit der Kurzbezeichnung Mari-assalto.
In der Nachfolge der bis September 1943 aktiven Decima MAS stehen die nach dem Zweiten Weltkrieg gebildeten Spezialkräfte der Marina Militare.

## Ursprünge
Die Decima MAS bestand aus einer mit leichten Motorbooten ausgerüsteten Überwasserkomponente und aus einer Unterwasserkomponente mit bemannten Torpedos.
Die Ursprünge der Motorbootkomponente lagen im Jahr 1906, als die Marine erstmals Planungen für ein 15 Meter langes Torpedoboot anstellte. Diese Planungen blieben auf dem Papier, bis man sich 1914 an das venezianische Unternehmen SVAN wandte, das bis Sommer 1915 die beiden ersten Boote MAS 1 und MAS 2 baute. Weitere Boote dieses Typs wurden im Auftrag der Marine auch von anderen italienischen Unternehmen gebaut. Gabriele D’Annunzio erfand aus der Abkürzung MAS das Motto Memento Audere Semper („erinnere dich daran, immer zu wagen)“, das später zum Motto der Decima MAS wurde. Im Ersten Weltkrieg versenkten MAS-Boote unter dem Kommando von Luigi Rizzo das alte Linienschiff Wien und das Schlachtschiff Szent István, hinzu kamen die Handelsschiffe Lokrum, Sarajevo und Bregenz. Neben den MAS entstanden während des Ersten Weltkriegs auch die ersten italienischen Sprengboote. Sie konnten keine Erfolge erzielen. Nach dem Ende des Krieges vernachlässigte die Marine die Spreng- und MAS-Boote, lediglich die Motoren wurden etwas verbessert. Zwischen 1936 und 1941 gab sie nochmals etwas größere MAS-Boote in Auftrag. Für die Decima MAS war besonders die Wiederaufnahme des Sprengbootkonzepts, insbesondere der Bau der MTM-Boote von Bedeutung.
Die Entwicklung der bemannten Torpedos begann mit der Mignatta, die die Marineoffiziere Raffaele Rossetti und Raffaele Paolucci 1918 vorstellten. Beim ersten und letzten Einsatz versenkten sie mit ihrem Gefährt in der Nacht vom 31. Oktober auf den 1. November 1918 in Pola das Schlachtschiff Viribus Unitis und das Passagierschiff Wien. Nach dem Krieg vernachlässigte man auch dieses Kleinkampfmittel, bis die Marineoffiziere Teseo Tesei und Elios Toschi auf der Grundlage der Mignatta 1935 mit der Entwicklung des SLC-Torpedos begannen. Die Einführung von Drucklufttauchgeräten (später Kreislauftauchgeräten) ermöglichte im Gegensatz zur Mignatta, die an der Wasseroberfläche blieb, längere Unterwassereinsätze von Torpedoreitern und auch von Kampfschwimmern.

## Formationsgeschichte bis 1943

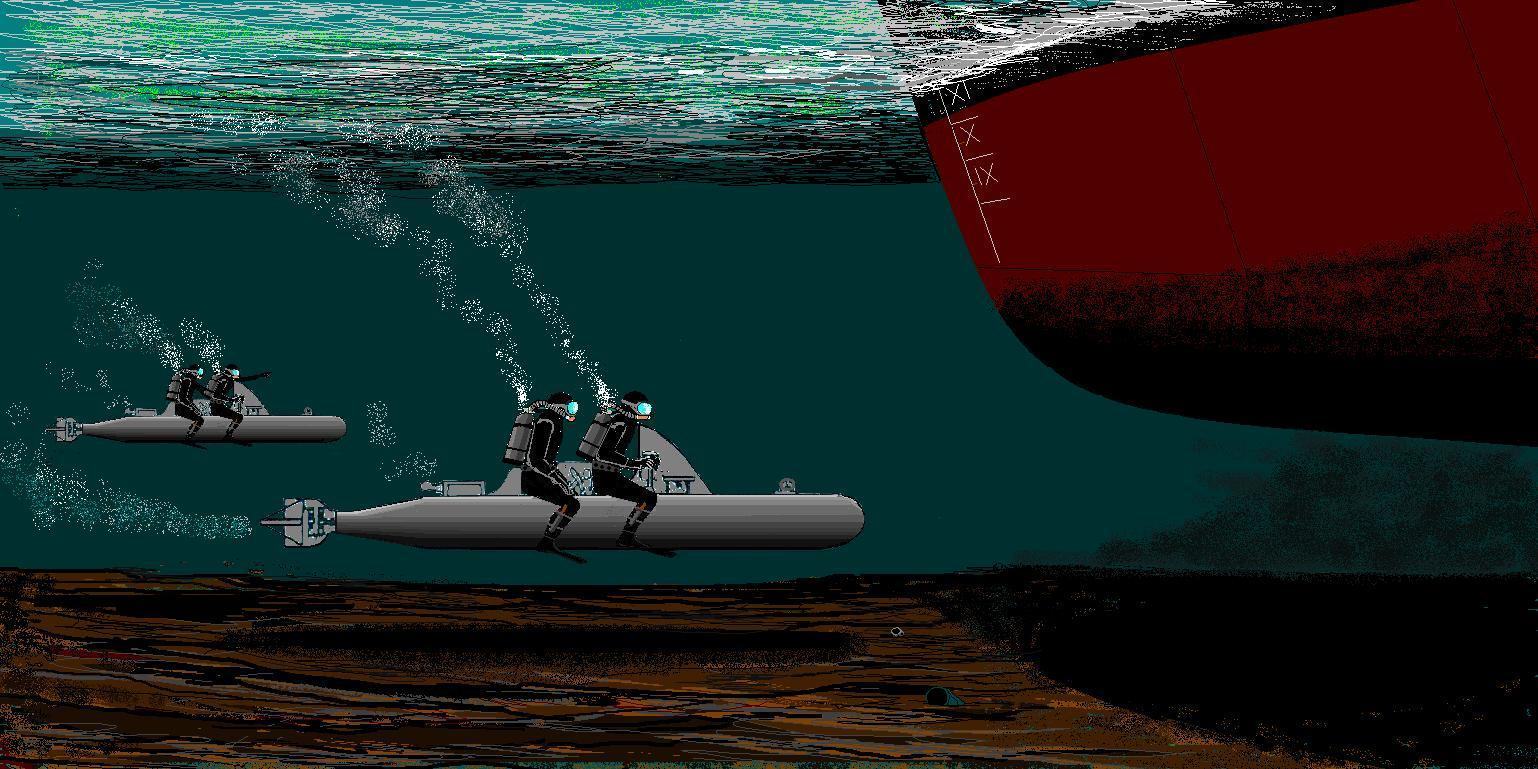
SLC im Einsatz

Mit dem Anlaufen der SLC-Produktion in San Bartolomeo bei La Spezia wurde ein Ausbildungszentrum für Torpedoreiter aufgestellt. Gleichzeitig begann man 1935 bei der 1. U-Boot-Gruppe in La Spezia, versuchsweise Taucher von U-Booten abzusetzen. Die Taucher sollten Sprengladungen in feindliche Stützpunkte tragen und dort an Schiffen anbringen. Nach wenig ermutigenden Ergebnissen wurden diese Versuche und auch die Ausbildung von Torpedoreitern wieder eingestellt.
Im September 1938 wurde in La Spezia unter Fregattenkapitän (Capitano di Fregata) Paolo Aloisi die 1. MAS-Flottille gebildet, indem man drei dort bereits bestehende kleinere MAS-Einheiten zusammenfasste. Darüber hinaus erhielt die Flottille den Auftrag, Personal für Spezialeinsätze und Kleinkampfmittel auszubilden. Es entstand eine erste, rund 30 Mann starke Spezialeinheit. Technische Unterstützung erhielt sie vom SLC-Hersteller und von der Marineerprobungsstelle im benachbarten San Bartolomeo.
Im Februar 1940 übernahm Fregattenkapitän Mario Giorgini die 1. MAS-Flottille. Giorgini geriet im September 1940 bei einem gescheiterten Angriffsversuch auf Alexandria in Gefangenschaft. Ihm folgte Fregattenkapitän Vittorio Moccagatta nach, der im Juli 1941 vor Malta fiel. Unter Moccagatta war aus der Spezialeinheit der 1. MAS-Flottille die Flottiglia Speciale hervorgegangen, die wegen der auffälligen Bezeichnung auf seine Anregung hin im März 1941 in 10ª Flottiglia MAS umbenannt wurde. Angeblich nahm man dabei auf die von Caesar besonders geschätzte Legio X Gemina Bezug.
Im Frühjahr 1940 unterstand Moccagatta und seinem Stab im Marinearsenal La Spezia eine Überwassereinheit mit Sprengbooten, die am Westufer des Golfes von La Spezia im Paolo-Cottrau-Stützpunkt stationiert war, sowie eine Unterwassereinheit mit einer Taucherschule bei der Accademia Navale und einer Torpedoreiterschule an der Mündung des Flusses Serchio.
Von August 1941 bis Anfang Mai 1943 befehligte Fregattenkapitän Ernesto Forza die Flottille, danach dann Junio Valerio Borghese. Unter Forza wurde die Unterwassereinheit in der zweiten Hälfte des Jahres 1941 um eine Kampfschwimmereinheit mit dem Decknamen Gamma ausgebaut. Die Gamma-Kampfschwimmereinheit unter dem Kommando von Eugenio Wolk wurde ab 1942 auch von CB-Kleinst-U-Booten unterstützt. Die Torpedoreiter nutzten für den Transport ihrer SLC hingegen einige größere U-Boote, die entsprechend modifiziert wurden: Ametista, Iride, Gondar, Scirè und Ambra. Das Boot da Vinci wurde für geplante und nie durchgeführte Angriffe auf Freetown und New York City umgebaut. Bei den Booten Murena, Sparide, Grongo und Aradam konnten die Arbeiten 1943 nicht mehr rechtzeitig abgeschlossen werden.
Anfang September 1942 kam der Stab der Flottille und die Kommandostellen der Über- und Unterwassereinheiten sowie unterstützende Dienststellen auf einem ehemaligen Wasserflugplatz bei Muggiano am Ostufer des Golfes von La Spezia unter. Ganz in der Nähe befand sich die Marineerprobungsstelle San Bartolomeo und Anlagen des Rüstungsbetriebs Odero Terni Orlando. Der Wasserflugplatz mit seinen Hangars, Kaianlagen, Rampen und Kranen wurde Hauptstützpunkt der Flottille. Die Taucherschule in Livorno und die Torpedoreiterschule an der Serchio-Mündung blieben bestehen. Daneben richtete man je nach Bedarf vorgeschobene Stützpunkte ein, unter anderem in Brindisi, Augusta, Leros, Foros, Amalfi und Carloforte.
Bis zum 6. Februar 1942 unterstand die Decima MAS dem Admiralstab unmittelbar, danach zusammen mit dem San-Marco-Regiment einem neuen MAS-Generalinspektorat in Lerici bei La Spezia.
Diese Organisation blieb bis zum 8. September 1943 im Wesentlichen unverändert.

## Einsatzgeschichte bis 1943
Die nachstehende Aufzählung ist nicht ganz vollständig, eine Reihe kleinerer, meist ergebnisloser Einsätze wurde nicht berücksichtigt.
- 22. August 1940: Auf dem Weg zu einem Angriff (Operation G.A.1) auf den britischen Flottenstützpunkt Alexandria wurden das U-Boot Iride und das Versorgungsschiff Monte Gargano vor Tobruk von britischen Torpedobombern vom Typ Fairey Swordfish versenkt. An Bord der Iride befanden sich vier SLC mit zehn Torpedoreitern (fünf Zwei-Mann-Teams, davon eines in Reserve). Es gab Überlebende.
- 21. September 1940: Das U-Boot Gondar lief aus La Spezia zu einem zweiten Angriff auf Alexandria aus (G.A.2). An Bord hatte es drei SLC mit vier Teams, davon eines wie üblich in Reserve. Gondar erreichte Alexandria am 30. September, wurde dort aber von britischen und australischen Zerstörern entdeckt, angegriffen und schwer beschädigt zum Auftauchen gezwungen. Die Besatzung versenkte das Boot selbst, um die Spezialausrüstung nicht in feindliche Hände fallen zu lassen. Neben Fregattenkapitän Giorgini kam auch Elios Toschi, einer der Entwickler des SLC, in Kriegsgefangenschaft.
- 24. September 1940: Das U-Boot Scirè lief unter Borghese aus La Spezia zu einem Angriff auf den Flottenstützpunkt Gibraltar aus (B.G.1). An Bord befanden sich drei SLC mit vier Teams. Die Operation wurde abgebrochen, weil der britische Flottenverband Gibraltar verlassen hatte.
- 21. Oktober 1940: Scirè lief unter Borghese mit drei SLC und vier Teams aus La Spezia aus, um Gibraltar erneut anzugreifen (B.G.2). Am 30. Oktober drangen drei Teams in den Hafen ein. Luigi Durand de la Penne und Emilio Bianchi wurden entdeckt und tauchten ab, wobei ihr SLC beschädigt wurde und aufgegeben werden musste. Den beiden Torpedoreitern gelang über Spanien die Rückkehr nach Italien. Teseo Tesei und Alcide Pedretti brachen wegen Problemen an den Tauchgeräten ihren Einsatz ebenfalls ab und schlugen denselben Rückweg ein. Gino Birindelli und Damos Paccagnini setzten trotz ähnlicher Probleme ihren Einsatz fort und kamen nach der Überwindung von Torpedonetzen bis auf 70 Meter an das Schlachtschiff Barham heran, bis auch ihr SLC ausfiel und Paccagnini wegen Sauerstoffproblemen auftauchen musste. Birindelli versuchte, den Sprengsatz allein bis zur Barham zu ziehen, musste aber entkräftet aufgeben. Die folgende Explosion richtete keinen nennenswerten Schäden an. Birindelli und Paccagnini gerieten in Gefangenschaft.
- 25. März 1941: Die beiden Zerstörer Crispi und Sella liefen aus Leros in Richtung Kreta aus. Etwa zehn Seemeilen vor der Suda-Bucht, einem Marinestützpunkt, setzten sie jeweils drei MT-Sprengboote aus, an deren Bug sich ein 300-Kilogramm-Sprengsatz befand. Die sechs Boote unter dem Kommando von Luigi Faggioni überwanden nachts die Hafensperren und griffen in den frühen Morgenstunden an, wobei die Besatzungen kurz vor dem Ziel von ihren Booten sprangen. Der schwere britische Kreuzer York und der norwegische Tanker Pericles gingen auf Grund. Die sechs italienischen Angreifer wurden gefangen genommen.
- 25. Mai 1941: Scirè versuchte mit drei SLC einen erneuten Angriff auf Gibraltar (B.G.3). Die Ziele, der Flugzeugträger Ark Royal, der Schlachtkreuzer Renown und der Kreuzer Sheffield, hatten den Hafen jedoch verlassen, um im Atlantik Jagd auf das deutsche Schlachtschiff Bismarck zu machen. Ein Angriff auf einen Frachter scheiterte wieder wegen technischer Probleme an den SLC. Die Torpedoreiter kehrten über Spanien zurück.
- 26. Juni 1941: Ein kombinierter Über- und Unterwasserangriff auf Malta wurde wegen schlechten Wetters verschoben.
- 26. Juli 1941: Beim folgenden Einsatz gegen Malta (Operazione Malta Due) verfügten die aus Augusta (Sizilien) kommenden italienischen Angreifer über den Tender Diana, zwei MAS-Boote, neun MT-Sprengboote, zwei SLC und zwei Unterstützungsboote der Typen MTL und MTS. Dem Angriffsplan zufolge sollte ein SLC die Hafensperre vor dem Grand Harbour sprengen und damit den Sprengbooten das Eindringen in den Hafen ermöglichen. Da die Diana vom britischen Radar entdeckt worden war, versetzte man die Verteidiger in Alarmbereitschaft. Im weiteren Verlauf führte eine Verkettung verschiedener unglücklicher Umstände zu einem völligen, verlustreichen Fehlschlag. Unter den Gefallenen befanden sich der Kommandeur der Decima MAS, Vittorio Moccagatta, sein Stellvertreter, Giorgio Giobbe, der Stabsarzt der Flottille, Bruno Falcomatà, und Teseo Tesei, einer der Mitentwickler der SLC.
- 10. September 1941: Scirè verließ La Spezia mit drei SLC in Richtung Gibraltar. Im spanischen Cádiz wurden die Torpedoreiter aufgenommen, die am 20. September in Gibraltar den Tanker Fiona Shell versenkten sowie den Tanker Denbydale und den Frachter Durham beschädigten. Die drei Teams kehrten wiederum über Spanien nach Italien zurück.
- 3. Dezember 1941: Unter dem Kommando von Borghese verließ Scirè La Spezia zu einem erfolgreichen Angriff auf Alexandria (G.A.3). Die von Luigi Durand de la Penne angeführten Torpedoreiter wurden in Leros aufgenommen. In der Nacht vom 18. auf den 19. Dezember 1941 gelangen die Angriffe auf die britischen Schlachtschiffe Valiant und Queen Elizabeth, auf den Zerstörer Jervis und auf den norwegischen Tanker Sagona. Alle sechs Torpedoreiter gerieten in Gefangenschaft.
- 29. April 1942: Das U-Boot Ambra lief aus La Spezia mit drei SLC in Richtung Alexandria aus (G.A.4), die Torpedoreiter wurden in Leros aufgenommen. Wegen Navigationsfehlern und technischer Probleme schlug der Angriff fehl.
- 17. Mai 1942: Der aus Malta stammende Irredentist Carmelo Borg Pisani wurde in der Nacht zum 18. Mai von Augusta mit dem MTSM 214 nach Malta gebracht, um die dort geplante Landung der Achsenmächte vorzubereiten (Unternehmen Herkules/Operazione C.3). An der Mission waren das Torpedoboot Abba, MAS 451 und 452 sowie MTSM 214 und 218 beteiligt. Borg Pisani, seit 1940 italienischer Staatsbürger, wurde entdeckt, zum Tode verurteilt und hingerichtet. Er erhielt postum den höchsten italienischen Militärorden. Insgesamt waren vier Einsätze dieser Art auf Malta geplant, von denen zwei versucht wurden.
- 13. Juli 1942: Von dem im spanischen Algeciras internierten italienischen Tanker Olterra, der als geheimer Stützpunkt diente, schwammen zwölf Gamma-Kampfschwimmer ins benachbarte Gibraltar und versenkten dort mit Haftminen die Dampfschiffe Meta, Shuma und Baron Douglas (G.G.1). Die Empire Snipe wurde beschädigt.
- 10. August 1942: Das U-Boot Scirè wurde bei einem Angriff auf Haifa (S.L.1) versenkt. Keine Überlebenden unter der Besatzung und den Gamma-Kampfschwimmern.
- 29. August 1942: Vor dem ägyptischen El Daba torpedierte ein MTSM den Zerstörer Eridge, der noch nach Alexandria geschleppt werden konnte, dort als Totalverlust abgeschrieben wurde und dann als Wohnschiff und Ersatzteillager diente.
- 15. September 1942: Gamma-Kampfschwimmer der Olterra versenkten in Gibraltar mit Haftminen den britischen Dampfer Raven’s Point (G.G.2).
- 4. Dezember 1942: Das U-Boot Ambra lief mit zwei SLC, Torpedoreitern und Kampfschwimmern aus La Spezia zu einem Angriff auf Algier aus. Am 12. Dezember wurden mit Haftminen die Dampfer Ocean Vanquisher, Berta und Harmattan versenkt, der Tanker Empire Centaur und der Küstentransporter N.59 beschädigt. Ein weiterer Angriff auf Bône scheiterte.
- 17. Dezember 1942: Drei SLC mit sechs Torpedoreitern starteten von der Olterra aus zu einem Angriff auf das Schlachtschiff Nelson sowie auf die Flugzeugträger Formidable und Furious. Vor Gibraltar wurde ein SLC-Team von einem britischen Patrouillenboot mit einer Wasserbombe ausgeschaltet und ein Weiteres nach Beschuss gefangen genommen. Der dritte SLC kehrte mit nur einem Torpedoreiter zur Olterra zurück.
- 8. Mai 1943: Drei SLC-Teams verließen die Olterra in Richtung Gibraltar, wo sie die Frachter Pat Harrison und Mahsud beschädigten und den Frachter Camerata versenkten. Die Rückkehr erfolgte ohne Verluste.
- 30. Juni 1943: Nachdem er sich in der Türkei als italienischer Konsularbeamter (und Nichtschwimmer) ausgegeben hatte, versenkte der Gamma-Kampfschwimmer Luigi Ferraro vor İskenderun (Alexandretta) den Frachter Orion. Weitere Aktionen betrafen in Mersin die Dampfer Kaituna (9. Juli) und Sicilian Pride (30. Juli) sowie in İskenderun den Frachter Fernplant (1. August). Grund für die Angriffe in neutralen Gewässern war der Chromit-Handel zwischen der Türkei und den Alliierten. Ferraro wurde nach den Aktionen von seinem Konsulat aus „gesundheitlichen Gründen“ nach Italien zurückversetzt.
- 3. August 1943: Von der Olterra aus starteten drei SLC-Teams zu einem Angriff auf Gibraltar und versenkten dort den Tanker Thorshövdi. Beschädigt wurden die Frachter Harrison Gray Otis und Stanridge. Bis auf einen kehrten alle Torpedoreiter zur Olterra zurück.

Für die Einsätze zwischen dem 10. Juni 1940 und dem 8. September 1943 wurde der Xª Flottiglia MAS eine goldene Tapferkeitsmedaille verliehen, 31 Soldaten der Flottille erhielten sie ebenfalls, in etlichen Fällen postum.
Auf deutschen Wunsch wurden im Frühjahr 1942 zunächst vier MAS-Boote, sechs CB-Kleinst-U-Boote, fünf Sprengboote und fünf andere Boote über Land von La Spezia nach Wien und von dort über die Donau ins Schwarze Meer nach Jalta und Feodossija verlegt, um den Angriff auf Sewastopol zu unterstützen. Die Einheiten bildeten dort unter Francesco Mimbelli die 101. Flottille, die als abgesetzte Einheit der 10. Flottille betrachtet wurde. Die 101. Flottille versenkte den Frachter Abchasija, die U-Boote SC208 (S32), SC214 (SHCH306), SC207 und das Motortorpedoboot TKA-092 sowie einige Frachtkähne und Transportboote. Zerstört wurde der U-Boot-Jäger SKA-021. Beschädigt wurden der Frachter Fabritius, der Kreuzer Molotow und der Zerstörer Kharkow.
Am 9. September 1942 wurden bei einem schweren sowjetischen Luftangriff auf den Hafen von Jalta zwei MAS-Boote versenkt und drei weitere schwer beschädigt. Die Besatzungen der MAS-Boote kehrten im Mai 1943 nach Italien zurück, die verbliebenen Boote wurden der deutschen Kriegsmarine überlassen. Von den sechs CB-Kleinst-U-Booten wurde eines im Hafen von Jalta versenkt, die Übrigen im September 1943 in Konstanza aufgelegt, wo sie erst in rumänische und dann sowjetische Hände fielen.

## 1943 bis 1945

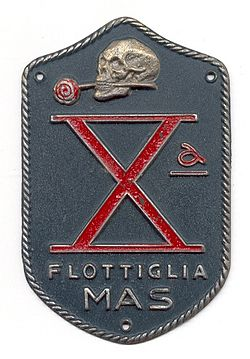
Abzeichen der Xª MAS der faschistischen Sozialrepublik,
1943–1945

Nach Bekanntgabe des Waffenstillstandes von Cassibile am 8. September 1943 blieb der Stab der Xª MAS mit einigen nachgeordneten Stellen und Einheiten in La Spezia und wartete vergeblich auf Befehle aus Rom. Borghese befahl, die Einrichtungen der Flottille notfalls mit Waffengewalt zu verteidigen, während deutsche Truppen den Großteil der italienischen Streitkräfte entwaffneten (Fall Achse) oder diese sich auflösten. Am 9. September teilte Borghese seinen Offizieren mit, er wolle den Krieg auf deutscher Seite fortsetzen. Am 11. September stellte er es seinen Soldaten frei, mit der Flottille gegen die Alliierten weiterzukämpfen oder den Verband zu verlassen.
Borghese schloss mit deutschen Stellen ein Abkommen, dass der Xª MAS unter deutschem Oberbefehl eine weitgehende Autonomie zugestand. Im Lauf der folgenden Monate entstand aus der ehemals kleinen Spezialeinheit ein rund 18.000 Mann starker Großverband, der fast ausschließlich an Land operierte. Er bestand aus 14 Infanteriebataillonen, drei Artillerieabteilungen, einem Pionierbataillon und etlichen kleineren Unterstützungseinheiten. Hinzu kamen die verbliebenen Spezialkräfte, deren Über- und Unterwassereinheiten in La Spezia und Genua stationiert wurden. In Valdagno und auf der Insel San Giorgio in Alga bei Venedig wurden deutsche Kampfschwimmer ausgebildet.
Die so strukturierte Xª MAS wurde nie geschlossen eingesetzt. Teile des Verbandes kämpften bei Anzio und in der Gotenstellung gegen die Alliierten und in Julisch Venetien gegen Titos Volksbefreiungsarmee. In Norditalien terrorisierten Einheiten und Soldaten der Flottille, in der Regel zusammen mit Angehörigen der Wehrmacht und der SS, Zivilisten oder ganze Dörfer, die man verdächtigte, Partisanen zu unterstützen. Wegen ihres besonderen Status und ihrer vorgegebenen apolitischen und nur nationalistischen Haltung entwickelte sich die Xª MAS in der faschistischen Italienischen Sozialrepublik schnell zu einer Art Staat im Staate. Mussolini ließ Borghese am 14. Januar 1944 sogar festnehmen, weil er ihm politisch zu gefährlich wurde. Borghese wurde auf deutschen Druck hin und wegen einer drohenden Intervention der Flottille freigelassen. Als Teil der Marine der Italienischen Sozialrepublik wurde die Xª MAS am 26. April 1945 mit einem Truppenappell in Mailand von Borghese offiziell aufgelöst. Etliche im Feld stehende Verbände kapitulierten in den folgenden Tagen.
Im Königreich Italien, das unter alliiertem Schutz in Süditalien fortbestand, bildete die italienische Marine unter dem ehemaligen Kommandeur der Xª MAS, Ernesto Forza, eine neue Spezialeinheit mit der Bezeichnung Comando mezzi d’assalto, kurz Mariassalto. Im Frühjahr 1944 wurden etliche Kriegsgefangene der früheren Xª MAS entlassen, sofern sie sich bereiterklärten, auf alliierter Seite an der Befreiung Italiens teilzunehmen. Neben einer Reihe kleinerer Einsätze zur Unterstützung von Partisanen in Norditalien wurden zwei größere Operationen durchgeführt: Am 21. Juni 1944 griffen britische und italienische Torpedoreiter (Chariot) und Kampfschwimmer im Hafen von La Spezia die Kreuzer Bolzano und Gorizia an, weil man vermutete, dass sie die Deutschen in der Hafeneinfahrt als Sperre versenken wollten. Die Bolzano wurde bei dem Angriff versenkt, die Gorizia beschädigt. Die zweite Operation betraf den fast fertiggestellten italienischen Flugzeugträger Aquila in Genua, der dort auf Grund gesetzt wurde.

## Verfilmungen
- 1953: Die Sieben vom Großen Bären (I sette dell’Orsa maggiore)
- 1954: Torpedomänner greifen an (Siluri umani)
- 1958: Froschmann Crabb (The Silent Enemy)
- 1962: Alarm auf der Valiant (The Valiant)
- 1969: Alexandria – zwei Männer gegen ein Schlachtschiff, Episode 16 der Dokumentarreihe Spione, Agenten, Soldaten – Geheime Kommandos im Zweiten Weltkrieg